# Версавель, Брюно
Брюно Версавель (нидерл. Bruno Versavel; род. 27 августа 1967, Дист, Бельгия) — бельгийский футболист и тренер, полузащитник. Известен по выступлениям за «Мехелен», «Андерлехт» и сборную Бельгии. Участник чемпионата мира 1990 года.

## Клубная карьера
Версавель начал карьеру в клубе из своего родного города «Дист», который выступал во втором дивизионе чемпионата Бельгии. Через год он перешёл в «Локерен». В новом клубе Брюно провёл два сезона после чего подписал контракт с «Мехеленом». В 1988 году Версавель выиграл Суперкубок Европы, а через год стал чемпионом Бельгии.
В 1992 году Брюно перешёл в «Андерлехт». Этот период является наиболее ярким в карьере Версавеля, он трижды выиграл Жюпиле лигу и стал обладателем Кубка Бельгии. В 1997 году Брюно решил попробовать свои силы в другом чемпионате и следующие полтора года провёл, без особого успеха выступал за итальянскую «Перуджу» и швейцарский «Лугано».
В 1998 году он вернулся на родину и играл за команды низших дивизионов «Херенталс» (до распада клуба), «Вербрудеринг Гел» и «Тюрнхаут».

## Международная карьера
В 1988 году Версавель дебютировал за сборную Бельгии. В 1990 году он был включен в заявку национальной команды на участие в Чемпионате мира в Италии. На турнире он сыграл в матчах против сборных Уругвая, Южной Кореи и Англии.
17 октября того же года в поединке отборочного турнира Чемпионата Европы 1992 против сборной Уэльса Брюно забил свой первый гол за сборную.

### Голы за сборную Бельгии
| #   | Дата            | Место                                    | Противник | Счёт | Результат | Соревнование                            |
| --- | --------------- | ---------------------------------------- | --------- | ---- | --------- | --------------------------------------- |
| 01. | 17 октября 1990 | Кардифф Сити, Кардифф, Уэльс             | Уэльс     | 0:1  | 3:1       | Чемпионат Европы 1992 отборочный турнир |
| 02. | 7 июня 1995     | Филипп II Македонский, Скопье, Македония | Македония | 0:4  | 0:5       | Чемпионат Европы 1996 отборочный турнир |

## Достижения
Командные
 «Мехелен»
- Чемпионат Бельгии по футболу — 1988/89
- Обладатель Суперкубка Европы — 1988

 «Андерлехт»
- Чемпионат Бельгии по футболу — 1992/93
- Чемпионат Бельгии по футболу — 1993/94
- Чемпионат Бельгии по футболу — 1994/95
- Обладатель Кубка Бельгии — 1993/94